# Rakita, Babušnica
Rakita (izvirno srbsko Ракита) je naselje v Srbiji, ki upravno spada pod Občino Babušnica; slednja pa je del Pirotskega upravnega okraja.

## Demografija
V naselju živi 300 polnoletnih prebivalcev, pri čemer je njihova povprečna starost 46,9 let (44,9 pri moških in 49,0 pri ženskah). Naselje ima 131 gospodinjstev, pri čemer je povprečno število članov na gospodinjstvo 2,60.
Prebivalstvo je večinoma nehomogeno, a v času zadnjih treh popisov je opazno zmanjšanje števila prebivalcev.
|  |

| Demografija | Demografija     | Demografija     |
| Leto        | Št. prebivalcev | Št. prebivalcev |
| ----------- | --------------- | --------------- |
|             |                 |                 |
|             |                 |                 |
|             |                 |                 |
|             |                 |                 |
| 1948        | 846             |                 |
| 1953        | 784             |                 |
| 1961        | 837             |                 |
| 1971        | 626             |                 |
| 1981        | 578             |                 |
| 1991        | 455             | 453             |
| 2002        | 350             | 340             |
|             |                 |                 |

| Etnična sestava po popisu iz leta 2002 | Etnična sestava po popisu iz leta 2002 | Etnična sestava po popisu iz leta 2002 | Etnična sestava po popisu iz leta 2002 | Etnična sestava po popisu iz leta 2002 |
| -------------------------------------- | -------------------------------------- | -------------------------------------- | -------------------------------------- | -------------------------------------- |
| Srbi                                   | Srbi                                   |                                        | 153                                    | 45,0%                                  |
| Bolgari                                | Bolgari                                |                                        | 84                                     | 24,70%                                 |
| Hrvati                                 | Hrvati                                 |                                        | 1                                      | 0,29%                                  |
| Bošnjaki                               | Bošnjaki                               |                                        | 1                                      | 0,29%                                  |
| Neznano                                | Neznano                                |                                        | 1                                      | 0,29%                                  |